# Bakua
Die Höhle von Bakua (auch Petrem) ist eine Höhle im osttimoresischen Suco Fatubessi (Verwaltungsamt Maubisse, Gemeinde Ainaro). Bakua ist die bisher längste und tiefste Höhle Osttimors.
Die Höhle befindet sich nahe dem Berg Fatubessi, in einem Blindtal, das von einem kleinen Bach gebildet wird. Der Bach fällt außerhalb der Regenzeit trocken. Der Eingang zur Höhle liegt etwa einen Kilometer vor der Felswand, an der das Blindtal endet.
Erstmals wurde die Höhle von einer britischen Expedition 2014 erforscht. Sie drang hier bis auf eine Tiefe von 125 m vor. Timoresische und portugiesische Höhlenforscher drangen 2016 weiter vor. Nach dem Endpunkt der Briten weitet sich die Höhle aus und sinkt bis auf 197 m herab. Kurz vor diesem Punkt fließt selbst in der Trockenzeit ein Bach. Derzeit ist die Höhle bis auf eine Länge von 643 m erforscht.
Bakua verläuft vor allem in südwestlicher Richtung, aber es wird vermutet, dass sie später nach Norden, in Richtung der Felswand schwenkt. Dort befindet sich der Eingang zur Höhle Biribui, die möglicherweise mit Bakua verbunden ist. Insgesamt sind in dieser Gegend 20 Höhleneingänge bekannt. Sollten sie alle miteinander verbunden sein, könnte das Höhlensystem mehrere Kilometer lang sein und eine Höhendifferenz von 500 m überwinden.